# Municipio de Como (Dakota del Sur)
El municipio de Como (en inglés: Como Township) es un municipio ubicado en el condado de Hand en el estado estadounidense de Dakota del Sur. En el año 2010 tenía una población de 40 habitantes y una densidad poblacional de 0,45 personas por km².

## Geografía
El municipio de Como se encuentra ubicado en las coordenadas 44°14′39″N 99°14′53″O / 44.24417, -99.24806. Según la Oficina del Censo de los Estados Unidos, el municipio tiene una superficie total de 88.73 km², de la cual 88,7 km² corresponden a tierra firme y (0,03 %) 0,02 km² es agua.

## Demografía
Según el censo de 2010, había 40 personas residiendo en el municipio de Como. La densidad de población era de 0,45 hab./km². De los 40 habitantes, el municipio de Como estaba compuesto por el 100 % blancos. Del total de la población el 15 % eran hispanos o latinos de cualquier raza.